# Новая Вёска (Щомыслицкий сельсовет)
Новая Вёска (бел. Но́вая Вёска) — деревня в Минском районе Минской области Республики Беларусь. В составе Щомыслицкого сельсовета.

## География
Пролегает автомобильная дорога Н-8931.
Ближайшие населённые пункты Городище, Строчица.

### Гидрография
Недалеко от деревни протекает река Менка и Птичь.

## Население

### Численность
- 2009 год — 15 человек

### Динамика
- 1999 год — 26 человек (перепись населения)
- 2009 год — 15 человек (перепись населения)